# Nataša Sukič
Nataša Sukič, slovenska pisateljica, političarka, lezbična aktivistka in didžejka, * 1. junij 1962, Ljubljana.
Nataša Sukič je odraščala v Murski Soboti. Doštudirala je elektrotehniko, nato pa se večinoma ukvarjala s predvajanjem glasbe (didžejevstvo). Aktivna je tudi v lezbično-feminističnih pobudah. Je članica stranke Levice, od leta 2018 tudi poslanka v Državnem zboru Republike Slovenije in od maja 2022 podpredsednica državnega zbora.

## Mladost
Nataša Sukič se je rodila materi Martini Vegan in očetu Ludviku Sukiču. Prvih pet let svojega življenja je preživela v Murski Soboti. (Nato je do konca gimnazije živela na Kočevarjevi ulici 12 v Mariboru.) Po končani I. gimnaziji Maribor so se s sestro Andrejo in materjo Martino preselile v Ljubljano. Študirala je elektrotehniko, diplomirala je leta 1996. Je samozaposlena v kulturi.

## Lezbično-feministični aktivizem
Leta 1987 je sodelovala pri ustanovitvi lezbične skupine LL v okviru feministične skupine LILIT. LL, ki danes velja za najstarejšo tovrstno organizacijo ne le v Jugoslaviji, temveč v vsej vzhodni Evropi. Istega je v Mladini izdala prilogo Ljubimo ženske: Nekaj o ljubezni med ženskami, ki predstavlja prvi lezbični manifest in medijski coming out. Januarja naslednjega leta se je skupina osamosvojila in ustanovila Lezbično sekcijo LL pri Društvu ŠKUC. Nataša Sukič od takrat deluje kot lezbično-feministična aktivistka v Lezbični sekciji ŠKUC LL. 
Leta 1993 je sodelovala pri zasedbi Metelkove, v bivši stavbi Lovci so s soaktivistkami kasneje ustanovile prvi lezbični klub v tem prostoru, Monokel. Skupaj s Suzano Tratnik sta leta 1996 izdali L, zbornik o lezbičnem gibanju na Slovenskem 1984–1995. Kot prva ženska didžejske kulture na Slovenskem je od leta 1988 delovala kot rezidentka v klubu K4. 
Je pobudnica ustanovitve lezbične knjižne zbirke Vizibilija pri založbi ŠKUC, katere odgovorna urednica je bila med letoma 1998 in 2005. Med letoma 1998 in 2015 je urejala Lezbomanijo, radijsko oddajo o lezbijkah, gejih in trans ostalih na ljubljanskem Radiu Študent. 
Kot promotorka gledališča in vodja projektov kulturne vzgoje in humanistike je delala v Cankarjevem domu, kasneje je bila direktorica Centra za informiranje, sodelovanje in razvoj nevladnih organizacij in generalna sekretarka Združenja slovenskih ustanov. 
Od leta 2004 s Tatjano Greif izvajata program Upravljanje raznolikost v zaposlovanju, ki je bil kot primer dobre prakse prepoznan s strani Evropske komisije.

## Politika
Nataša Sukič je leta 2014 kot kandidatka Združene levice nastopila na lokalnih volitvah za županjo Mestne občine Ljubljane. Od leta 2014 deluje kot mestna svetnica Levice.  Leta 2018 je kot kandidatka Levice nastopila na državnozborskih volitvah in postala poslanka. Ponovno je bila izvoljena tudi na državnozborskih volitvah leta 2022.  Stranka jo je predlagala tudi za podpredsednico Državnega zbora Republike Slovenije; s 52 glasovi podpore je bila izvoljena 25. maja 2022. Leta 2022 je s podporo stranke Levica kandidirala na lokalnih volitvah za naziv župana Mestne občine Ljubljana.
Leta 2024 je kandidirala na volitvah v Evropski parlament kot nosilka liste Levice. V primeru izvolitve bi bila članica Stranke evropske levice, izrazila pa je težnje po povezovanju z zelenimi strankami in nasprotovanje strankam, ki zagovarjajo »militarizacijo Evrope«, »antimigracijska izrekanja« in »netenje sovraštva«. Med kampanjo je zelo zagovarjala ustavitev vse vojaške pomoči Ukrajini, ki jo je napadla Rusija in se hkrati zavzemala za »mir« in »demilitarizacijo«. Trdila je, da umik Rusije ne bi pomenil miru. Za evroposlanko ni bila izvoljena, dobila pa je 10.909 preferenčnih glasov volivcev.
4. marca 2025 je v Državnem zboru potekala razprava o razrešitvi Nataše Sukič z mesta podpredsednice parlamenta, ki jo je vložila opozicijska Slovenska demokratska stranka. Sukičevi so očitali laganje s trditvijo, da je druga Janševa vlada s svojo pokojninsko reformo znižala delež za odmero pokojnine. SDS je zato od Nataše Sukič zahteval opravičilo, na kar se je stranka Levica odzvala z zapisom: "Slovenski demokratski stranki (SDS) se opravičujemo, ker smo jih obtožili le oškodovanja upokojencev, saj smo pri tem pozabili na njihovo trdo delo na področju poglabljanja neenakosti, privatizacije, korupcije, širjenja sovraštva, izvajanja represije nad drugače mislečimi in uničevanja slovenske kulture." V SDS so zapis označili za cinizem in vložili predlog za razrešitev Nataše Sukič, ki se je nato kasneje popravila svojo izjavo, da je zakon o pokojninskem in invalidskem zavarovanju iz leta 2012 ustavil padanje pokojnin, a da bi lahko Janša kot premier takrat sprejel reformo, ki bi določila dostojno odmero pokojnin in je ne le zamrznila. Razrešitev ni bila izglasovana.

## Literarno delo
Strokovne tekste, literarna in druga besedila je objavljala v fanzinu Lesbozine, ki ga sta urejali skupaj s Suzano Tratnik, lezbičnem biltenu Pandora, Revolver, Lesbo, Časopisu za kritiko znanosti, Literaturi, Apokalipsi idr.
Leta 2008 je pri zbirki Vizibilija izšel njen kratkoprozni prvenec Desperadosi in nomadi. Njena druga zbirka kratkih zgodb Otroci nočnih rož je bila nominirana za nagrado fabula. Sledili so romani Molji živijo v prahu, Kino, Piknik in Bazen. Piknik je žanrsko izmuzljivo delo, ki bi ga bilo mogoče uvrstiti tudi med kratkoprozne zbirke. Romani Kino, Piknik in Bazen so bili nominirani za nagrado kresnik za najboljši roman, Kino in Bazen sta se uvrstila med deseterico, Piknik se je za nagrado potegoval tudi v finalni peterici.
Za pisavo Nataše Sukič je značilna fragmentiranost, protagonistke so umeščene na margino. V tekstih je mogoče zaslediti aluzije na popkulturo in lezbično kulturno (pred)zgodovino. Gre za izrazito atmosfersko pisavo, za erotično nabito pisavo, ki nemalokrat prestopa meje tega planeta.
Poleg tega ne smemo pozabiti, da avtorica v svoja dela pogosto vključuje ljudi z roba, torej marginalne skupine, »spolne izobčence«, pripadnike drugih ras in narodnosti z namenom, da bi čim bolj zabrisala stereotipe in predsodke večinske kulture do teh posameznikov.

### Proza
- Desperadosi in nomadi (zbirka kratkih zgodb) (2005)
- Otroci nočnih rož (zbirka kratkih zgodb) (2008)
- Molji živijo v prahu (roman) (2010)
- Kino (roman) (2013)
- Piknik (roman/zbirka kratkih zgodb) (2015)
- Bazen (roman) (2017)
- Amplituda: remiksi in drugo (roman) (2020)

### Dramatika
Slepi tir (radijska igra) (2011)

## Vir
1. ↑  Mestna občina Ljubljana - Seznam kandidatov za župana — 2014.
2. ↑  »Poslanska skupina ZL«. Levica. Pridobljeno 14. maja 2020.
3. ↑  Trampuš, Jure (19. september 2014). »Nataša Sukič - Kandidatka Združene levice za ljubljansko županjo«. Mladina.si. Pridobljeno 31. maja 2018.
4. ↑  košir (20. julij 2018). »Prva razkrita LGBTQ+ oseba v slovenskem parlamentu«. www.mladina.si. Izak. Pridobljeno 15. avgusta 2018.
5. ↑  »Nataša Sukič izvoljena za podpredsednico parlamenta«. siol.net. Pridobljeno 29. maja 2022.
6. ↑  »Županski kandidat Gibanja Svoboda v Mariboru je nekdanji direktor UKC-ja Maribor Vojko Flis«. RTVSLO.si. Pridobljeno 11. oktobra 2022.
7. ↑  C, G. »Levica predstavila kandidate za evropske volitve: Smo realistični in računamo na en mandat«. rtvslo.si. Pridobljeno 6. junija 2024.
8. 1 2  K, G. »Kakšna bo prihodnost Evrope, nadzor notranjih meja, zeleni prehod ...«. rtvslo.si. Pridobljeno 6. junija 2024.
9. ↑  »Izidi glasovanja - Preferenčni glasovi«. volitve.dvk-rs.si. Arhivirano iz prvotnega spletišča dne 24. junija 2024. Pridobljeno 27. junija 2024.
10. ↑  Ma, Al. »Sukič: Sočustvujem z SDS-om, ker se tako trudijo. SDS: Glasovalni stroj povozil moč resnice«. rtvslo.si. Pridobljeno 6. marca 2025.
11. ↑  C, G. »SDS zahteva opravičilo Goloba in Sukič zaradi njunih "manipulacij in laži". Oba ostajata kritična«. rtvslo.si. Pridobljeno 6. marca 2025.
12. ↑  »Levica se opravičuje SDS: "Pozabili smo na trdo delo na področjih poglabljanja neenakosti, privatizacije, korupcije ..."«. vecer.com. Pridobljeno 6. marca 2025.
13. 1 2  Ma, Al. »Sukič: Sočustvujem z SDS-om, ker se tako trudijo. SDS: Glasovalni stroj povozil moč resnice«. rtvslo.si. Pridobljeno 6. marca 2025.
14. ↑  »Nataša Sukič vendarle priznala, da Janševa vlada ni znižala pokojnin«. www.sds.si. 4. marec 2025. Pridobljeno 6. marca 2025.[mrtva povezava]
15. ↑  »STA: Nataša Sukič ostaja podpredsednica DZ«. www.sta.si. Pridobljeno 6. marca 2025.
16. ↑  Velikonja, Nataša; Greif, Tatjana (2012). Lezbična sekcija LL : kronologija 1987-2012 s predzgodovino. Ljubljana: ŠKUC. COBISS 263642624. ISBN 978-961-6751-61-2.